# Marianne Rendón
Marianne Rendón (* 15. Oktober 1990) ist eine US-amerikanische Schauspielerin, die für ihre Rolle als Susan Atkins in dem Film Charlie Says und ihre Rolle als Jules in der Fernsehserie Imposters bekannt ist.

## Leben
Marianne Rendón wuchs in New Rochelle, im US-amerikanischen Bundesstaat New York auf. Sie besuchte für ihr Grundstudium bis 2012 das angesehene Bard College. Rendón interessierte sich zunächst für Tanz und Musik, so war sie Mitglied einer Band mit der Schauspielerin Lola Kirke. Während ihrer Collegezeit begann sie sich ernsthaft für das Theater zu interessieren, daher besuchte sie daraufhin die Juilliard School, die sie im Mai 2016 mit einem Master in Theaterwissenschaften abschloss.
Kurz nach Abschluss ihrer Schauspielausbildung spielte Rendón eine kleine Rolle in dem Independentfilm Gemini – Falsches Spiel. Im September 2016 wurde sie für die Bravo-Fernsehserie Imposters verpflichtet. Rendón zog nach Kanada und war von 2017 bis 2018 als Jules in der Trickbetrüger-Serie Imposters zu sehen. Während ihrer Pause von Imposters spielte Rendón die Rolle der Patti Smith in dem Biopic Mapplethorpe, in dem sie neben Matt Smith als gefeierter und umstrittener Fotograf Robert Mapplethorpe auftrat. Nach Abschluss der Imposters-Arbeiten ging im Frühjahr 2018 der Film Charlie Says über die Tate-Morde in Produktion, in dem Rendón eine Hauptrolle als Susan Atkins, wiederum an der Seite von Matt Smith, spielte. Von 2021 bis 2022 spielte sie eine Nebenrolle in der Fernsehserie In the Dark.
Neben ihrer Arbeit für Film und Fernsehen ist Rendón für das Theater tätig, so hatte sie unter anderem Auftritte im Lincoln Center.

## Filmografie
- 2017: Gemini – Falsches Spiel (Gemini)
- 2017–2018: Imposters (Fernsehserie, 19 Folgen)
- 2018: Mapplethorpe
- 2018: Charlie Says
- 2020: Almost Family (Fernsehserie, Folge 1x10)
- 2021: Cinema Toast (Fernsehserie, Folge 1x08, Stimme von Karen)
- 2021–2022: In the Dark (Fernsehserie, 18 Folgen)
- 2023: Extrapolations (Miniserie, Folge 1x03)
- 2023: One Day as a Lion
- 2023: Summer Solstice
- 2023: The Kill Room
- 2024: Turning
- 2025: Morgen kommt ein neuer Himmel (The Life List)